# Melinis scabrida
Melinis scabrida är en gräsart som först beskrevs av Karl Moritz Schumann, och fick sitt nu gällande namn av Eduard Hackel. Melinis scabrida ingår i släktet Melinis och familjen gräs. Inga underarter finns listade i Catalogue of Life.